# Studzianki (województwo mazowieckie)
Studzianki – wieś sołecka w Polsce położona w województwie mazowieckim, w powiecie nowodworskim, w gminie Nasielsk.
W latach 1975–1998 miejscowość położona była w województwie ciechanowskim. Do 1930 r. wieś nosiła nazwę Budy Studzianki.

## Części wsi
| SIMC    | Nazwa   | Rodzaj    |
| ------- | ------- | --------- |
| 0120589 | Rumunki | część wsi |

## Historia
Wieś szlachecka położona była w drugiej połowie XVI wieku w ziemi zakroczymskiej. 
Studzianki w czasie II Wojny Światowej
Obóz pracy (Arbeitslager nr 1) we wsi Studzianki założony został 25 listopada 1944 r. i ulokowany w lasku ob. Kucińskiego. Tworzyły go 6 baraków, każdy przeznaczony na 60 osób. Przeciętny stan obozu wynosił 400 osób. Więźniowie obozu pochodzili z obław urządzanych regularnie przez żandarmerię polową na terenach przyfrontowych w okolicznych wioskach. Pracowali oni przy kopaniu okopów i budowaniu bunkrów na polach we wsiach Studzianki, Psucin, Cegielnia Psucka, Budy Siennickie i Siennica (na południe od miasta Nasielska, bliżej Narwi). Podczas prób ucieczek więźniowie ginęli od kul ścigających ich wachmów. Więźniów odżywiano znośnie, gdyż Niemcom zależało, aby mogli wydajnie pracować. W obozie była izba chorych.
Bicie i maltretowanie więźniów przy pracy było nagminne. W lasku przy obozie dokonano pokazowej egzekucji, w czasie której rozstrzelano dwóch Polaków. Byli to: Józef Gąsiorowski z Radzanowa (pow. płocki) i Stanisław Mikołajewski z Bodzanowa (pow. płocki). Komendantem obozu w Studziankach był funkcjonariusz Gestapo nazwiskiem Gut, a strażnikiem wspomniany już gestapowiec Helmut Neugebauer. W okresie istnienia obozu, od 25 listopada 1944 r. do 17 stycznia 1945 r., przewinęło się przez niego około 1500 osób pochodzących z różnych powiatów. W momencie likwidacji obozu część więźniów zbiegła, a część uprowadzili ze sobą Niemcy i losy ich nie są znane.

## Transport
W miejscowości znajduje się przystanek linii kolejowej 9 Warszawa Wschodnia – Gdańsk Główny. Został zbudowany w 1972 roku, podczas elektryfikacji linii. Posiada dwa wysokie perony boczne oraz bezkolizyjny przejazd nadziemny. W okolicy przystanku zainstalowane są semafory trzystawnej samoczynnej blokady liniowej. 
Przez Studzianki przebiega droga powiatowa, która łączy miejscowość z wojewódzką drogą 571 Pułtusk – Nasielsk – Naruszewo oraz drogą powiatową Nasielsk – Pomiechówek – Nowy Dwór Maz.